# NGC 2970
NGC 2970 este o galaxie eliptică situată în constelația Leul. A fost descoperită în 6 martie 1828 de către John Herschel.